# V Liceum Ogólnokształcące im. Księcia Józefa Poniatowskiego w Warszawie

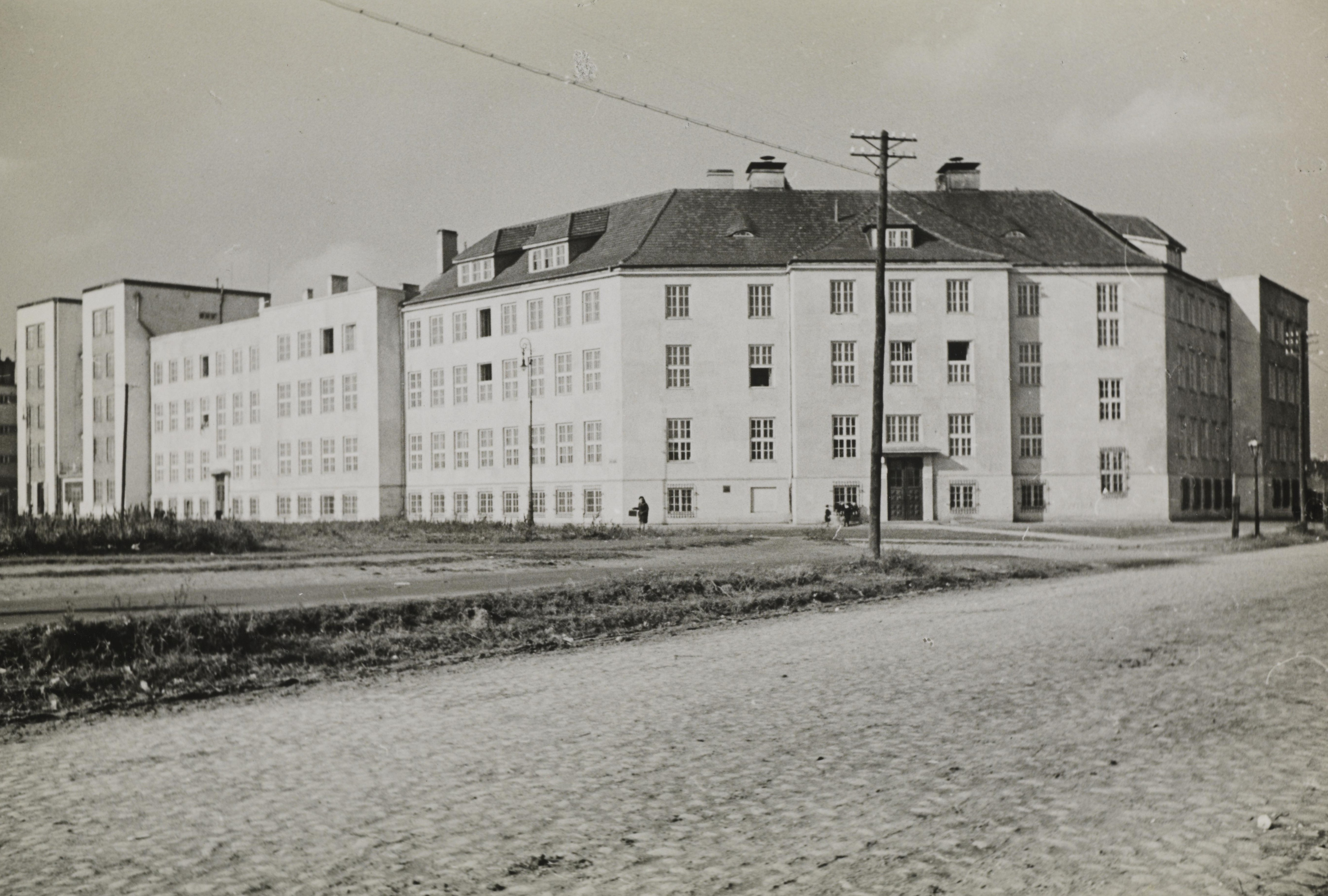
Budynek przy ul. Felińskiego 15, siedziba szkoły w latach 30.

V LO im. Księcia Józefa Poniatowskiego w Warszawie, zwyczajowo Poniatówka – publiczne liceum ogólnokształcące znajdujące się przy ul. Nowolipie 8 na warszawskim Muranowie.

## Historia

### Przed II wojną światową
Szkoła rozpoczęła działalność 1 września 1918 roku jako Królewsko-polska Szkoła dla byłych Wojskowych w gmachu K. Kreczmara przy ul. Wilczej 41. Było to gimnazjum o profilu humanistycznym do którego przyjmowano byłych żołnierzy walczących podczas I wojny światowej chcących kontynuować naukę w klasach od V do VIII. W roku 1919 dwukrotnie zmieniano nazwę szkoły, najpierw na Państwowa Szkoła dla Byłych Wojskowych, a następnie na Państwowe Gimnazjum dla Byłych Wojskowych.
W roku 1920 z powodu trwania wojny polsko-bolszewickiej rok szkolny rozpoczął się z dwumiesięcznym opóźnieniem. Uczniowie jak i kadra dydaktyczna wzięli udział w walkach, 9 z nich poległo. Na ich pamięć ufundowano tablice pamiątkową (umieszczoną w gmachu szkoły przy ul. Złotej 53) z napisem DULCE ET DECORUM EST PRO PATRIA MORI (łac. słodko i zaszczytnie jest umrzeć za ojczyznę.). Pod nią znajdują się nazwiska poległych uczniów.
W 1922 roku zmieniono charakter szkoły na gimnazjum ogólnie dostępne, a nazwę na Państwowe Gimnazjum imienia Księcia Józefa Poniatowskiego. Uczniów przyjmowano na zasadach ogólnych, przewidzianych dla szkół państwowych (pierwszeństwo przyjęcia mieli uczniowie z rodzin urzędników państwowych). W tym samym roku ustalono dzień 19 października świętem szkoły, na pamiątkę śmierci patrona. Również w tym roku Władysław Szyndler, uczeń Poniatówki, wykonał olejny portret księcia Józefa Poniatowskiego, który jest dotąd przechowywany w szkole. 2 maja 1923 nastąpiło uroczyste poświęcenie sztandaru szkoły. W lutym 1924 jej siedzibę przeniesiono do gmachu Państwowego Gimnazjum im. Joachima Lelewela przy ulicy Złotej 53. 1 lutego 1931 szkoła uzyskała pomieszczenia w gmachu Gimnazjum im. Władysława IV, zaś 15 września przeniesiono ją do gmachu przy ulicy Felińskiego 15/Lisa-Kuli 16 (róg Rokitnej) na Żoliborzu. 1 lipca 1938 zgodnie z zarządzeniem Ministra Wyznań Religijnych i Oświecenia Publicznego zmieniono nazwę szkoły na V Państwowe Liceum i Gimnazjum im. Księcia Józefa Poniatowskiego.

### Szkoła w latach wojny
Zajęcia szkolne odbywały się do 15 listopada 1939. Po zajęciu Warszawy przez okupantów jej budynek został przekształcony na noclegownię dla uchodźców. Pod koniec 1941 roku w gmachu szkoły umieszczono szpital polowy.
Natychmiast po zamknięciu szkoły rozpoczęto tajne nauczanie w niewielkich kompletach uczniowskich. Trwało ono do powstania warszawskiego. Powstały również konspiracyjne grupy harcerskie uczniów Poniatówki, których młodsi uczestnicy dali początek żoliborskim Szarym Szeregom, starsi zaś trafili do wojskowych oddziałów armii podziemnej. We wrześniu 1940 rozpoczęto Kursy Przygotowawcze do Szkół Zawodowych II Stopnia Nr 5, na których realizowano nauczanie w dozwolonym przez władze zakresie. Pozostałe przedmioty (tj. historia, geografia, propedeutyka filozofii, łacina, języki obce, literatura polska) i program klasy II licealnej nauczany był potajemnie. Od 1 lutego 1945 roku szkoła wznowiła działalność w budynku przy placu Inwalidów 10.
W sumie podczas II wojny światowej świadectwo dojrzałości uzyskało 170 uczniów, jednak po wojnie odebrano 111 świadectw.

### Po 1945

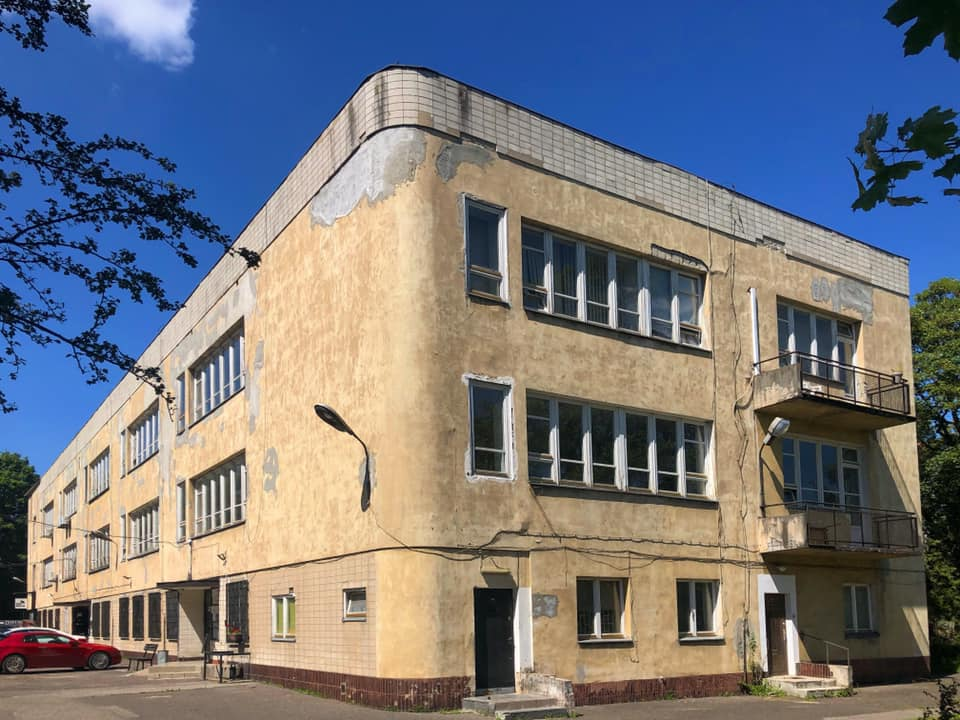
Budynek szkolny przy ul. Z. Słomińskiego 1 (dawniej ul. Szymanowska 1), w latach 1948–1975 siedziba V LO

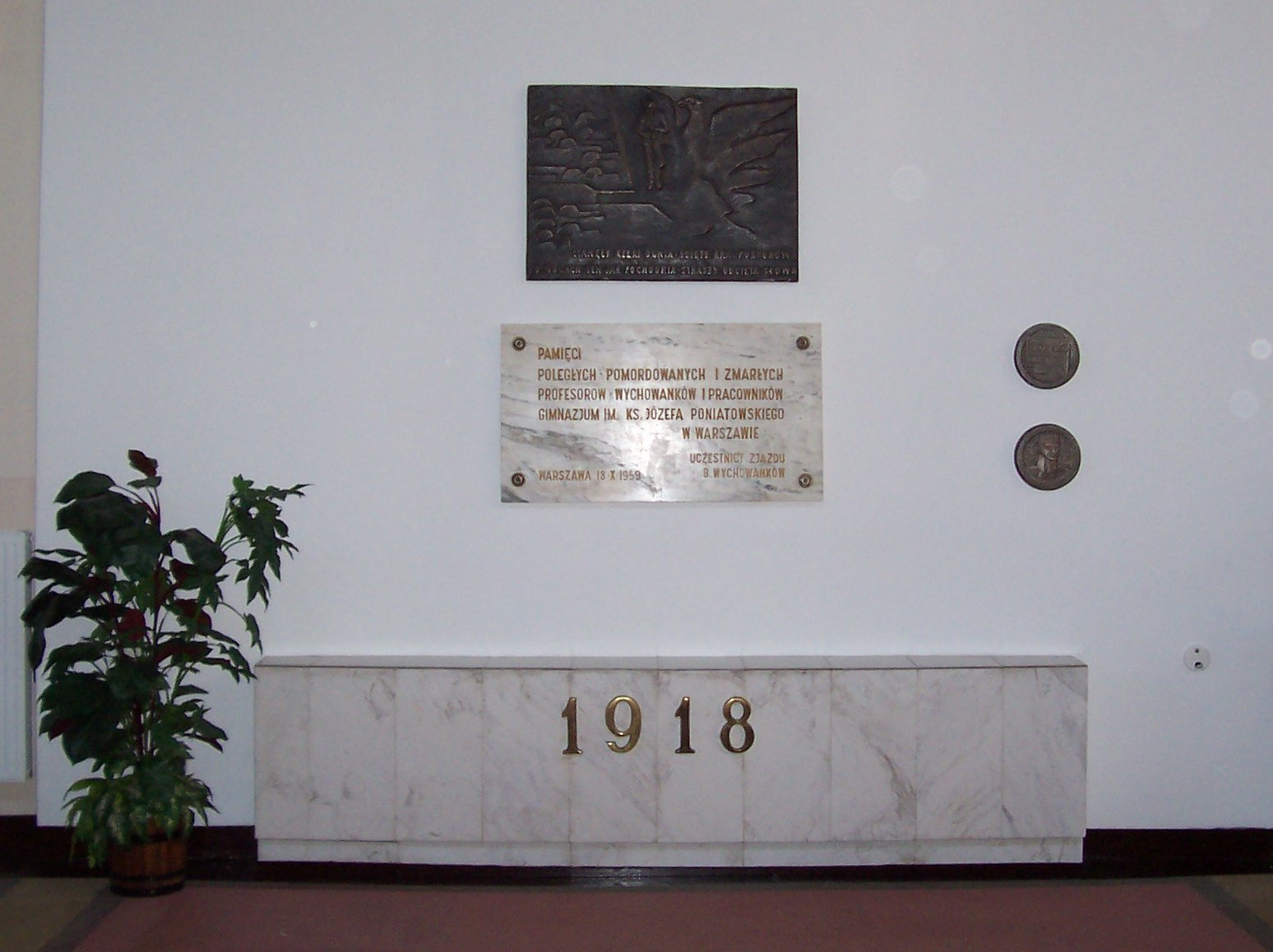
Tablica upamiętniająca poległych, zamordowanych i zmarłych pracowników, wychowanków i kadrę szkoły

Po wojnie Poniatówka otrzymała jedno piętro w gmachu XIV Gimnazjum i Liceum im. Aleksandry Piłsudskiej. We wrześniu szkoła została przekształcona na Szkołę Męską im. ks. J. Poniatowskiego uruchomiono również Trzyletnią Szkołę Ogólnokształcącą, przeznaczoną dla młodzieży starszej, której okupacja przerwała naukę. W 1946 wznowiono działalność organizacji uczniowskich (samorządu, harcerstwa, spółdzielni uczniowskiej i Polskiego Czerwonego Krzyża). W 1948 dokonano połączenia ze szkołą nr 22 przy ulicy Szymanowskiej 1 (obok Fortu Traugutta). Nowa placówka otrzymała nazwę: Państwowa 11-letnia Szkoła Ogólnokształcąca Stopnia Podstawowego i Licealnego im. Ks. Józefa Poniatowskiego. 18 października 1959 uczestnicy zjazdu byłych wychowanków ufundowali tablicę pamiątkową z napisem „Pamięci Poległych, Pomordowanych i Zmarłych Profesorów, Wychowanków i Pracowników Gimnazjum im. Ks Józefa Poniatowskiego w Warszawie, uczestnicy Zjazdu Byłych Wychowanków – Warszawa 18 X 1959”. 1 września 1961 szkołę rozdzielono. Część klas przeniesiono do budynku przy ulicy Konwiktorskiej 1, pozostałe przekształcono na Liceum Ogólnokształcące im. Józefa Poniatowskiego, z siedzibą przy ulicy Szymanowskiej 1. W 1965 zmieniono kierunek ulicy Szymanowskiej, a ulicy przy której obecnie mieściła się szkoła nadano nazwę Mariana Buczka (obecnie Słomińskiego). W dniu 13 maja 1967 roku nakładem wychowanków, komitetu rodzicielskiego i dyrekcji ufundowano nowy sztandar. Został on wykonany według projektu architekta Jacka Cydzika, który jest absolwentem tej szkoły. 18 października 1968 roku podczas święta szkoły zapoczątkowano tradycję składania ślubowania przez pierwszoklasistów. Zwyczaj kultywowany jest do dziś. W 1970 powstał hymn szkolny. Autorem słów jest Andrzej Stankiewicz, ówczesny uczeń klasy 1. Muzykę skomponował Zygmunt Zwyrzykowski. W 1975 szkoła po raz ostatni zmieniła swoją siedzibę. Obecnie zajmuje gmach dawnej szkoły podstawowej przy ulicy Nowolipie 8. W 1978 przedwojenny sztandar szkolny umieszczono w szkolnej Izbie Pamięci Narodowej. Przez okres okupacji był on przechowywany przez kadrę szkoły. W dniu 17 października 1988 uzupełniono nazwę szkoły dodając tytuł patrona i odtąd szkoła nazywa się Liceum Ogólnokształcące nr V im. Księcia Józefa Poniatowskiego. Szkoła dysponuje pełnym archiwum ze wszystkich lat swojej działalności.

## Absolwenci (m.in.)
- Olgierd Budrewicz – podróżnik i dziennikarz,
- Gustaw Budzyński ps. „Szymura” – żołnierz Armii Krajowej, twórca pierwszych w Polsce zakładów naukowych kształcących inżynierów dźwięku,
- Jacek Cydzik ps. „Ran” – żołnierz Armii Krajowej w Zgrupowaniu pułku „Baszta”, uczestnik powstania warszawskiego,
- Krzysztof Dunin-Wąsowicz – profesor historii,
- Tadeusz Huskowski ps. „Tadeusz” – matematyk, dydaktyk, harcerz, żołnierz Armii Krajowej w stopniu porucznika,
- Jerzy Jurandot – satyryk,
- Witold Kieżun – powstaniec warszawski, profesor zarządzania Akademii Leona Koźmińskiego, jeden z twórców polskiej szkoły prakseologicznej,
- Stanisław Komornicki ps. „Nałęcz” – generał brygady, autor pamiętników o tematyce wojennej,
- Tomasz Konecki – reżyser m.in. „Listów do M. 3”,
- Marek Kwiatkowski – historyk sztuki,
- Maciej Kuroń – kucharz, dziennikarz, publicysta,
- Andrzej Markowski – dyrektor Instytutu Języka Polskiego Wydziału Polonistyki UW,
- Andrzej Nadolski – historyk, profesor archeologii, historyk wojskowości, znawca broni,
- Andrzej Pawlikowski – architekt, urbanista
- Michał Pietrzak – prawnik, profesor zwyczajny Wydziału Prawa i Administracji Uniwersytetu Warszawskiego
- Joanna Przetakiewicz – polska projektantka mody, założycielka domu mody „La Mania”
- Janusz Reykowski – profesor psychologii, działacz społeczno-polityczny,
- Andrzej Sikorski ps. „Jaskier” – harcerz, poeta, redaktor prasy podziemnej,
- Juliusz Janusz Stachý – hydrolog,
- Jerzy Stefan Stawiński – prozaik, scenarzysta i reżyser filmów fabularnych, autor słuchowisk radiowych,
- Jerzy Tomaszewski – profesor nauk politycznych i historycznych,
- Roman Totenberg – skrzypek,
- Jerzy Wiatr – socjolog i politolog, profesor i wykładowca akademicki, poseł na Sejm I, II i III kadencji, były minister edukacji narodowej,
- Sylwester Zawadzki – działacz państwowy PRL, prawnik,
- Ryszard Zasępa – statystyk, ekspert organizacji międzynarodowych,
- Jerzy Zborowski ps. „Jeremi” – porucznik, dowódca batalionu Parasol podczas powstania warszawskiego.

## Uczniowie (m.in.)
- Bronisław Pietraszewicz ps. „Lot” – harcerz, dowódca I plutonu batalionu Parasol, dowódca i główny wykonawca zamachu na Franza Kutscherę,
- Wiktor Natanson ps. „Humięcki” – inżynier, powstaniec warszawski, żołnierz Narodowych Sił Zbrojnych,

## Dyrektorzy
- Jan Chmieleński (1918−1919) – pierwszy dyrektor szkoły.
- Józef Wierzejski (1919−1920) – w roku 1920, w związku ze zbliżającą się ofensywą sowiecką zgłosił się na ochotnika do wojska i nie powrócił już do szkoły. Od 1923 roku pracował w Kuratorium Warszawskim.
- Włodzimierz Gałecki 1920−1929 – tworzył nowy typ polskiej szkoły państwowej w odrodzonej Polsce, inicjował nowe metody dydaktyczno-wychowawcze.
- Feliks Straszewski (1929−1935) – został usunięty ze stanowiska dyrektora za niezorganizowanie w szkole (podobno bez jego winy) uroczystości żałobnych po śmierci marszałka Józefa Piłsudskiego.
- Tadeusz Dąbrowski (1935−1946) – były żołnierz w armii generała Edwarda Śmigłego-Rydza, mimo wkroczenia Niemców do Warszawy w listopadzie 1939 roku uruchomił zajęcia szkolne. Po wyzwoleniu Warszawy podjął prace nad ponownym uruchomieniem szkoły.
- Kazimierz Lisowski p.o. dyrektora (1937−1940) – po zakończeniu działań wojennych w 1939 roku współorganizował komplety tajnego nauczania.
- Witold Wołosiewicz (1946−1947) – odbudował szkołę po II wojnie światowej, wyremontował budynek szkolny, odtworzył szkolny samorząd oraz założył chór, Koło Ligi Morskiej i drużynę harcerską.
- Jan Gad (1947−1950) – uczestnik obrony Warszawy w 1939 roku, wojnę spędził w obozach niemieckich.
- Józef Stanik (1950−1963) – w okresie okupacji prowadził tajne nauczanie, od 1945 pracował jako nauczyciel. Działacz ZSL.
- Wacław Klamka (1963−1968) – działacz młodzieżowy, aktywista PZPR.
- Stanisława Kamińska (1968−1972) – aktywna działaczka społeczna, członkini ZNP, w czasie wojny pracowniczka Rady Głównej Opiekuńczej. Za jej czasów szkoła dochowała się pierwszego olimpijczyka z języka rosyjskiego, Włodzimierza Zielicza.
- Danuta Wojciechowska (1972−1980) – do 1950 pracowała jako polonistka w Oficerskiej Szkole Wojsk Pancernych w Poznaniu. Za jej czasów liceum zainicjowało Szkolne Naukowe Obozy Fizyczne i Szkolne Turnieje Fizyczne, wielu uczniów zdobywało laury w Olimpiadzie Fizycznej.
- Maria Maksara (1980−1986) – ukończyła studia na Wydziale Pedagogicznym UW, w latach 1976−1980 była dyrektorką Szkoły Polskiej przy ambasadzie PRL w Hawanie.
- Ewa Marczuk (1986−1987) – w latach 1972−1977 pracowała w Szkole Podstawowej i Liceum Ogólnokształcącym przy ambasadzie PRL w Moskwie
- Ewa Jędrzejewska (1994−1999) – wieloletni nauczyciel matematyki w XVIII Liceum im. Jana Zamoyskiego w Warszawie, zaproszona do współpracy przez dyrektora Mirosława Sosnowskiego w roku 1990. Po jego wyjeździe do Londynu w roku 1994 przejęła obowiązki dyrektora placówki.
- Mirosław Sosnowski (1987−1994) i (2000−2021) – doktor literaturoznawstwa, autor podręczników szkolnych do języka polskiego, autor książek i artykułów specjalistycznych, dyrektor Szkoły im. Lotników Polskich przy ambasadzie Rzeczypospolitej Polskiej w Londynie w latach 1994−1999, ekspert CKE.
- Maciej Rusiecki (od 2021) – mgr chemii, nauczyciel chemii

## Osiągnięcia
V LO wielokrotnie odnosiło sukcesy na olimpiadzie chemicznej. Jako najbardziej utytułowanych uczniów z ostatnich lat należy wymienić przede wszystkim Jędrzeja Kaniewskiego, który zajął kolejno 7. 1. i 5.miejsce w olimpiadzie krajowej (odpowiednio w latach 2004, 2005 i 2006) oraz dwukrotnie zdobył złoty medal na 37 oraz 38 Międzynarodowej Olimpiadzie Chemicznej, plasując się kolejno na 23 i 10 miejscu, jak również Krzysztofa Władysława Budny-Godlewskiego, zwycięzcę LII olimpiady chemicznej 2005/2006 oraz brązowego medalistę 38 Międzynarodowej Olimpiady Chemicznej.
Obaj uczniowie do startów przygotowywani byli przez mgr. Krzysztofa Kuśmierczyka. W 2009 roku trzech uczniów zajęło odpowiednio 1, 2 i 3 miejsca w LV Olimpiadzie chemicznej.
Liceum odnosiło również sukcesy na olimpiadzie fizycznej, którą w roku 2003/2004 zwyciężyła Magdalena Gulewicz, przygotowywana przez mgr Annę Mazurkiewicz. W następnym roku zwycięzcą polskiej olimpiady i srebrnym medalistą międzynarodowej olimpiady fizycznej został Sieciech Czajka, przygotowywany przez mgr. inż. Andrzeja Majerowskiego.
W latach 90. XX wieku V LO było jednym z pierwszych liceów ogólnokształcących w Warszawie posiadających pracownie komputerowe. Prowadzono również rozszerzony program nauczania informatyki w klasach o profilu matematycznym. W 1991 roku na Międzynarodowej Olimpiadzie Informatycznej w Atenach uczeń II klasy V LO Jakub Kruszona-Zawadzki zdobył złoty medal.
V LO odnosiło również sukcesy w konkursach teatralnych. Od wielu lat szkoła utrzymuje się w czołówce warszawskich liceów ogólnokształcących

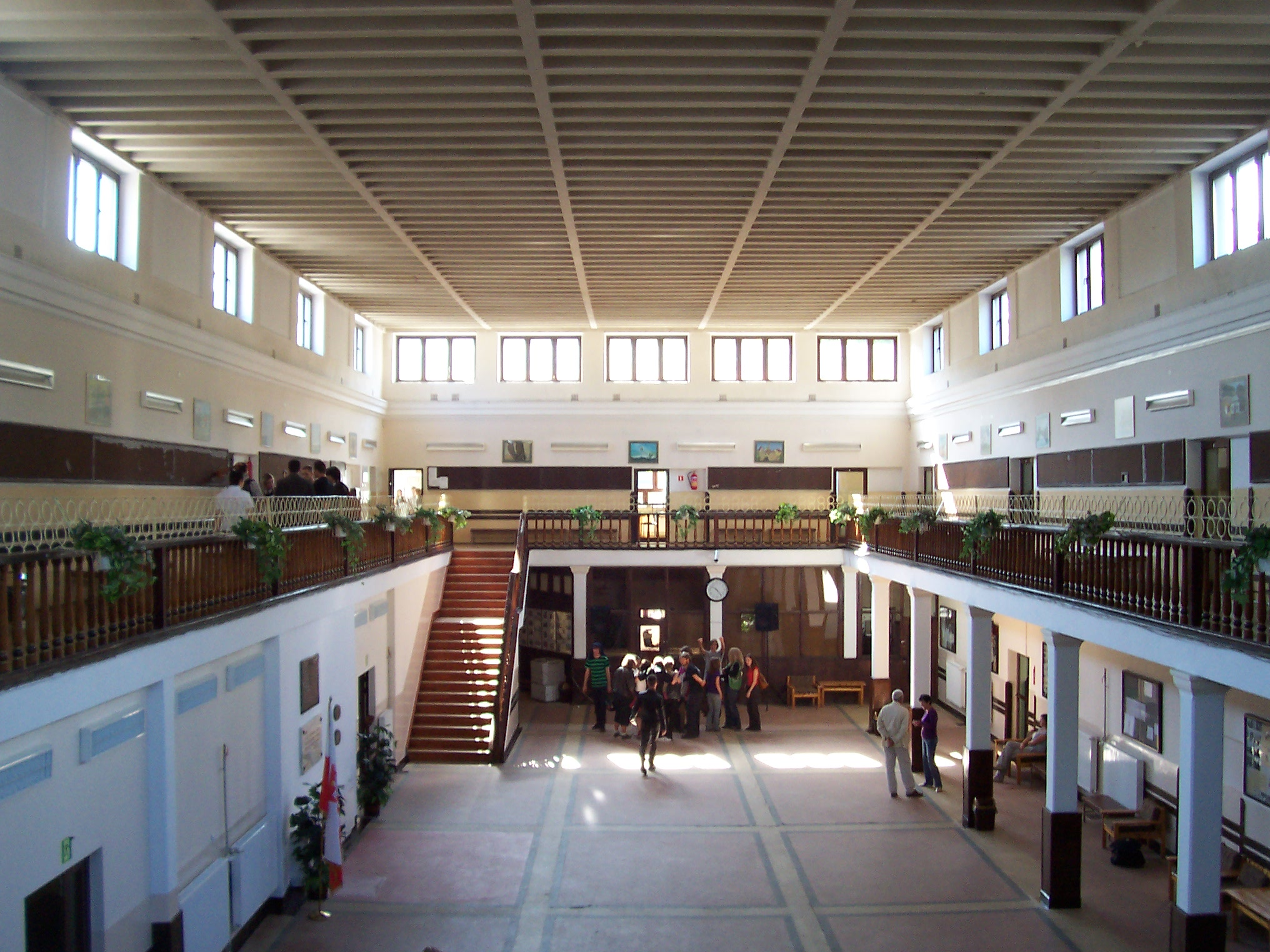
Hol szkoły

| Rok  | W Polsce    | W Warszawie |
| ---- | ----------- | ----------- |
| 2019 | 15          | 7           |
| 2018 | 20          | 10          |
| 2017 | 16          | 8           |
| 2016 | 20          | 10          |
| 2015 | 33          | 13          |
| 2014 | 37          | 12          |
| 2013 | 26          | 11          |
| 2012 | 26          | 10          |
| 2011 | 40          | 9           |
| 2010 | 29          | 7           |
| 2009 | 46          | 6           |
| 2008 | 26          | 5           |
| 2007 | 22          | 4           |
| 2006 | brak danych | 6           |
| 2005 | brak danych | 7           |
| 2004 | 7           | 2           |
| 2003 | 15          | 3           |
| 2002 | 17          | 4           |
| 2001 | 11          | 4           |
| 2000 | 16          | 4           |
| 1999 | 12          | 1           |
| 1998 |             | 2           |
| 1997 |             | 3           |
| 1996 |             | 3           |
| 1995 |             | 2           |
| 1994 |             | 2           |
| 1993 |             | 3           |
| 1992 |             | 1           |

## Biblioteka
Biblioteka szkolna rozpoczęła działalność w 1934 z księgozbiorem liczącym kilkadziesiąt książek. Po wojnie księgozbiór wynosił już 600 pozycji, zaś w 1951 r. 1600 tomów. W 1971 książki zostały podzielone na działy, według Uniwersalnej Klasyfikacji Dziesiętnej. W 1998 biblioteka otrzymała pierwszy komputer i rozpoczęła katalogowanie księgozbioru w  programie bibliotecznym MOL. W roku 2000 z pomocą uczniów szkoły zakończono tworzenie bazy danych. W 2001 uczniowie otrzymali karty biblioteczne ze zdjęciem oraz kodem kreskowym. W tym samym roku biblioteka uzyskała dostęp do internetu. Od października 2002 uczniowie uzyskali możliwość korzystania z bibliotecznej pracowni informatycznej z dostępem do internetu. W 2003 biblioteka wzbogaciła się o zbiory prywatne Ewy Beaty i Mirosława Sosnowskich oraz prof. Magdaleny Fikus. Aktualnie księgozbiór liczy 18000 książek, 22 tytuły czasopism, kasety video, płyty DVD oraz literaturę angielskojęzyczną.

## Wolontariat
Na terenie szkoły od 28 października 2004 roku działa wolontariat (tzw. VoLOntariat). Rozpoczął działalność z 43 osobami, liczba ta systematycznie rośnie. Wolontariuszami są także osoby spoza V LO, w których liceach nie ma takiej inicjatywy.
VoLOntariat zajmuje się pomocą potrzebującym, zarówno finansową jak i np. organizacją pokazów chemicznych, jasełek czy zbiórki ubrań.
Wolontariat organizował również Doroczny Uczynek Charytatywny (tzw. DUCH) trwający trzy dni, podczas których odbywały się pokazy artystyczne, filmowe, kabaretowe, sportowe, koncerty, oraz licytacja połączona ze zbiórką pieniędzy dla potrzebujących. Imprezę tę swoją obecnością do tej pory uświetnili Katarzyna Figura, Agata Młynarska, Conrado Moreno, Katarzyna Glinka, Artur Barciś i Muniek Staszczyk.

## Inne informacje
W 1981 roku ukazała się obszerna monografia szkoły. W 2019 roku z okazji 50-lecia swojej matury (1969) absolwenci z dawnej klasy jedenastej „ce” wydali bogato ilustrowany tomik refleksji i wspomnień, w którym znajdują się m.in. fotografie budynku i otoczenia dawnej szkoły przy ul. Słonimskiego 1. Przymiotnik „francuska” w tytule publikacji nawiązuje do tego, że klasy „ce” w tym liceum uczyły się języka francuskiego (były też klasy „łacińskie” i „angielskie”).
W listopadzie 2007 roku podczas budowy hali sportowej szkoły znaleziono 35 niewypałów z czasu II wojny światowej.